# 南亞黍
南亞黍（学名：Panicum humile）为禾本科黍屬下的一个种。

## 扩展阅读
- 維基物種上的相關：南亞黍